# José Luis Rugamas
José Luis Rugamas Portillo (né le 5 juin 1953 à San Salvador au Salvador) est un joueur de football international salvadorien qui évoluait au poste de milieu de terrain, avant de devenir ensuite entraîneur.

## Biographie

### Carrière de joueur

#### Carrière en club
José Luis Rugamas joue au Salvador, au Guatemala, et enfin au Belize.
Il remporte au cours de sa carrière trois titres de champion du Salvador.
Il atteint la finale de la Coupe des champions de la CONCACAF en 1981, en étant battu par le club surinamien du SV Transvaal.

#### Carrière en sélection
José Luis Rugamas joue 43 matchs en équipe du Salvador, sans inscrire de but, entre 1976 et 1989.
Il dispute deux matchs rentrant dans le cadre des éliminatoires du mondial 1978, six comptant pour les éliminatoires du mondial 1982, six lors des éliminatoires du mondial 1986, et enfin trois lors des éliminatoires du mondial 1990.
Il figure dans le groupe des sélectionnés lors de la Coupe du monde de 1982. Lors du mondial organisé en Espagne, il joue deux matchs : contre la Hongrie, et l'Argentine.

## Palmarès
| Atlético Marte - Championnat du Salvador (2) : - Champion : 1980 et 1982. - Coupe des champions de la CONCACAF : - Finaliste : 1981. |  | Platense - Copa Interclubes UNCAF (1) : - Vainqueur : 1975. |  | FAS - Championnat du Salvador (1) : - Champion : 1984. |